# Gonocalyx pulcher
Gonocalyx pulcher là một loài thực vật có hoa trong họ Thạch nam. Loài này được Planch. & Linden mô tả khoa học đầu tiên năm 1856.